# Tüzes bosszú
A Tüzes bosszú (eredeti cím: Fire with Fire) 2012-ben bemutatott amerikai akciófilm, melynek főszereplői Josh Duhamel, Rosario Dawson és Bruce Willis.
Közvetlenül DVD-n és Blu-Rayen adták ki 2012. november 6-án.

## Cselekmény
Jeremy Coleman (Duhamel) szolgálaton kívüli tűzoltó brutális gyilkosság szemtanúja lesz az egyik helyi üzletben. Később bekerül egy tanúvédelmi programba és arra kényszerítik, hogy a bűnbanda vezetője ellen tanúskodjon. Ahhoz, hogy megvédje szeretteit, Jeremy úgy dönt, saját maga veszi kézbe az ügyet, de új személyazonosságára hamar fény derül.

## Szereplők
| Színész                  | Szerep                          | Magyar hang         |
| ------------------------ | ------------------------------- | ------------------- |
| Josh Duhamel             | Jeremy Coleman / Jeremy Douglas | Rajkai Zoltán       |
| Bruce Willis             | Mike Cella                      | Dörner György       |
| Rosario Dawson           | Talia Durham                    | Pikali Gerda        |
| Vincent D’Onofrio        | David Hagan                     | Mihályi Győző       |
| Curtis '50 Cent' Jackson | Lamar                           | Barabás Kiss Zoltán |
| Vinnie Jones             | Boyd                            | Melis Gábor         |
| Quinton Jackson          | Wallace                         | Faragó András       |
| Richard Schiff           | Harold Gethers                  |                     |
| Kevin Dunn               | Calvin Mullens ügynök           | Csuja Imre          |